# Armenische Amerikaner

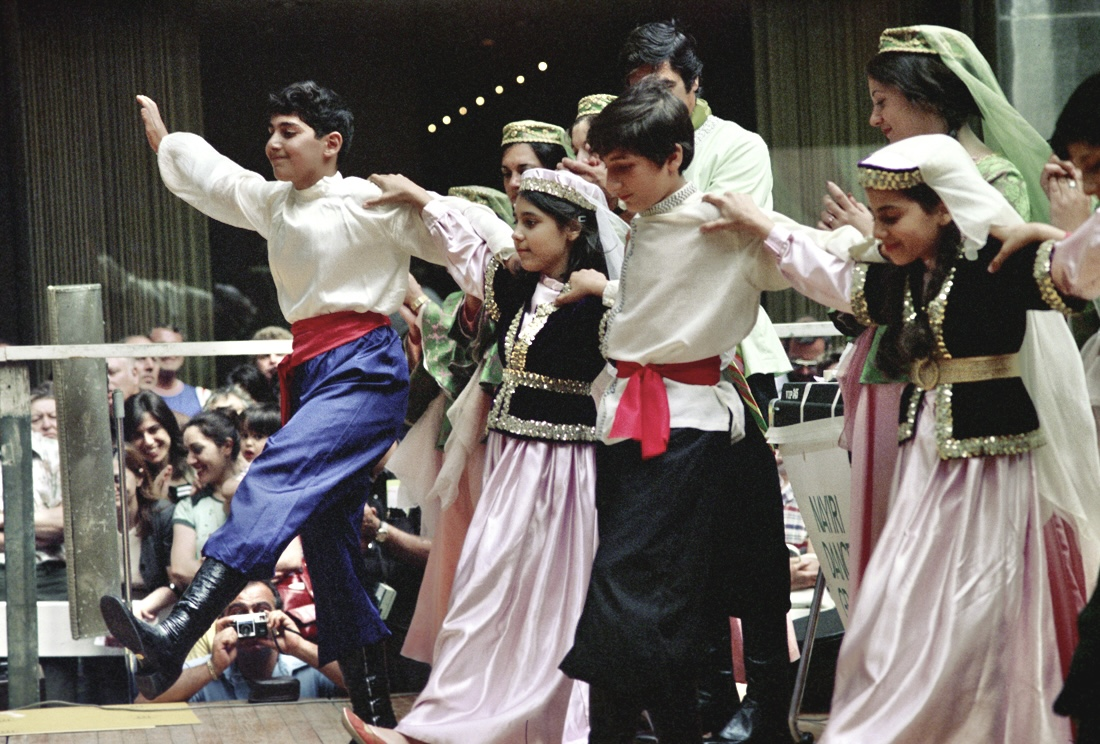
Armenische Tänzer in Manhattan (New York) im Juli 1976 während der 200-Jahr-Feier zum Unabhängigkeitstag der USA

Armenische Amerikaner (armenisch Ամերիկահայեր – ausgesprochen Amerikahayer auf Ostarmenisch, und Amerigahayer auf Westarmenisch) sind US-Amerikaner armenischer Herkunft. Sie stammen größtenteils aus den Gebieten der heutigen Türkei und bilden die zweitgrößte Gemeinde der armenischen Diaspora nach den Armeniern in Russland. Viele sind Überlebende des Völkermords an den Armeniern im Osmanischen Reich.

## Einwanderung und Anzahl
Die erste größere Welle der armenischen Einwanderung in die Vereinigten Staaten fand im späten 19. Jahrhundert sowie im frühen 20. Jahrhundert statt, als Armenier aus dem Osmanischen Reich vor den Hamidianischen Massakern (1894–1896) und dem Massaker von Adana 1909 flüchteten. Durch die Deportationen während des weitaus blutigeren Völkermords an den Armeniern (1915–1923) kam eine größere Welle an überlebenden Flüchtlingen, Deportierten und Vertriebenen an. Seit den 1950er Jahren wanderten Armenier aus nahöstlichen Nationen wie der Türkei, dem Iran und dem Libanon ein – als Ergebnis der Instabilität in diesen Ländern. Seit den späten 1980er Jahren sind auch Einwanderer aus Sowjet-Armenien anzufinden. Und seit der Unabhängigkeit der Republik Armenien von der Sowjetunion 1991 und dem folgenden Krieg mit dem benachbarten Aserbaidschan um Bergkarabach flohen zusätzliche armenische Staatsbürger in die Vereinigten Staaten.
Die American Community Survey von 2011 schätzte ein, dass 483.366 (0,15 %) US-Amerikaner gänzlich oder teilweise armenischer Abstammung sind. Verschiedene Organisationen und Medien kritisieren diese Zahl als unterschätzt, und schlagen stattdessen eine Zahl von 800.000 bis 1.500.000 (0,5 %) Armenischen Amerikanern vor. Die höchste Konzentration von US-Amerikanern armenischer Herkunft befindet sich in dem Gebiet des Großraums Los Angeles, wo sich gemäß der US-Volkszählung 2000 166.498 Personen selbst als Armenier identifizierten, wodurch sie über 40 Prozent der 385.488 Personen armenischer Herkunft in den Vereinigten Staaten umfassten. Glendale, ein Vorort von Los Angeles gilt gemeinhin als Zentrum des armenisch-amerikanischen Lebens.

## Religion

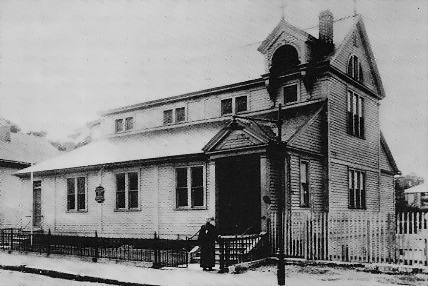
Die 1891 aufgebaute Erlöserkirche in Worcester (Massachusetts) war die erste armenische Kirche in den USA

Die Mehrheit der Armenier sind Anhänger der Armenisch-Apostolischen Kirche, die älteste Staatskirche der Welt, wobei die armenischen Amerikaner keine Ausnahme sind: Mit 80 Prozent sind auch die meisten Armenischen Amerikaner Anhänger der armenisch-apostolischen Kirche, die größte orientalisch-orthodoxen Kirche in den Vereinigten Staaten. Sie besitzt über 90 Kirchengebäude im gesamten Land. 10 Prozent sind Protestanten (vor allem armenisch-evangelisch) und 3 Prozent sind Anhänger der armenisch-katholischen Kirche.

## Sprache und Assimilation

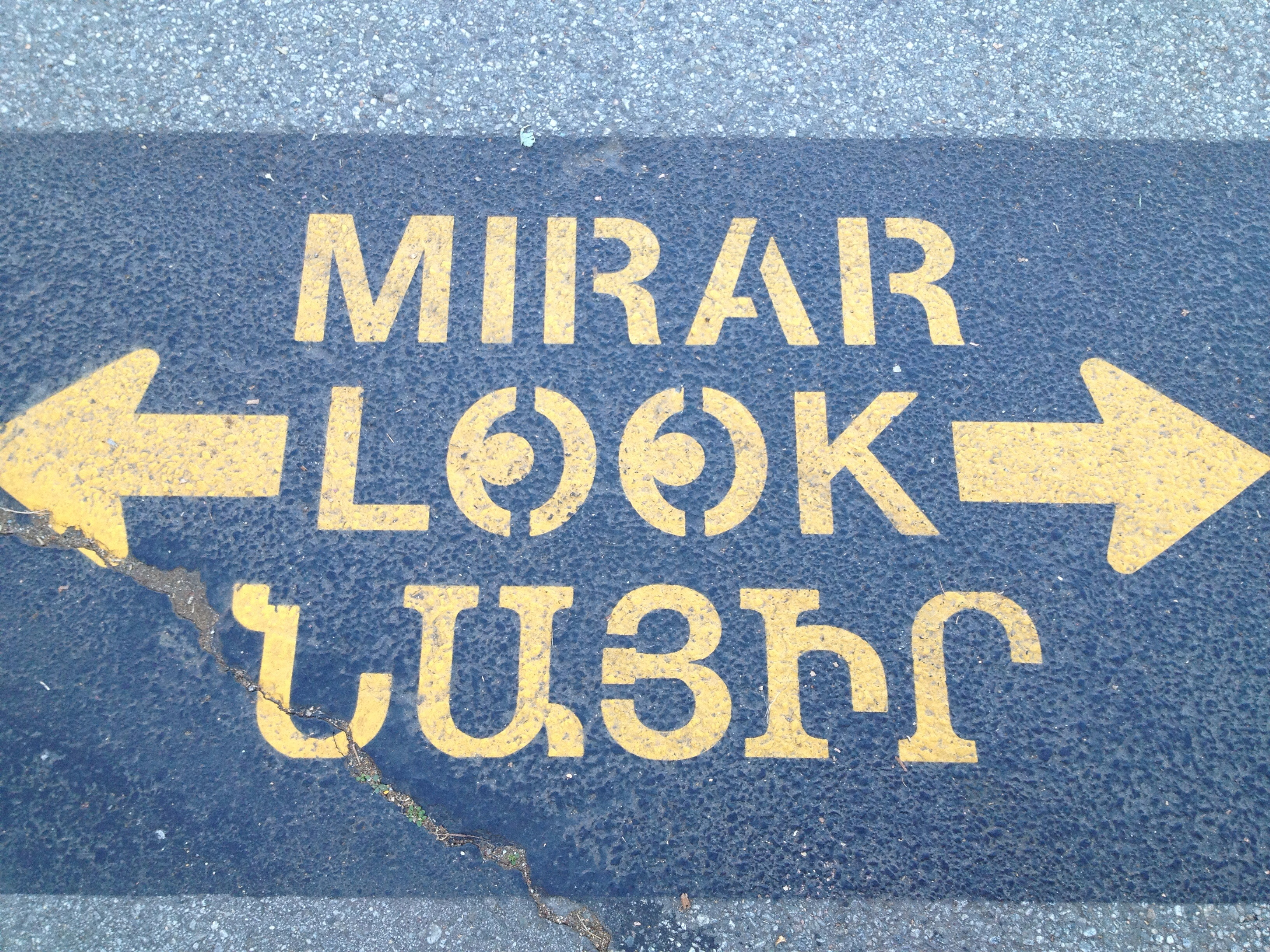
Mehrsprachiger Hinweis in Glendale auf Spanisch, Englisch und Armenisch

Die armenisch-amerikanische Gemeinde zählt zu den politisch einflussreichsten Gemeinschaften der armenischen Diaspora. Organisationen wie das Armenian National Committee of America (ANCA) und die Armenian Assembly of America kämpfen um die Anerkennung des Völkermords an den Armeniern durch die Regierung der Vereinigten Staaten und unterstützen engere Beziehungen zwischen den USA und Armenien. Die Armenische Allgemeine Wohltätigkeitsunion (AGBU) ist bekannt für ihre finanzielle Unterstützung und Förderung von armenischen Kultur- und Sprachschulen in den USA.
Die armenische Sprache (vor allem der westarmenische Dialekt, aber auch Ostarmenisch) wird auch in den Vereinigten Staaten gesprochen, vor allem in Kalifornien, wo sich besonders viele armenische Einwanderer angesiedelt und alteingesessene armenische Gemeinschaften herausgebildet haben. Fast alle beherrschen aber auch Amerikanisches Englisch perfekt. Im Jahre 2000 gaben von den 385.488 ethnischen Armeniern bei der Volkszählung allerdings nur noch 202.708 (52,6 %) von ihnen Armenisch als daheim gesprochene Sprache an.
In der gesamten Diaspora hindurch haben die Armenier einen Weg der schnellen Akkulturation und langsamen Assimilation entwickelt. Armenier passten sich oft schnell an ihre Gesellschaft an, erlernten die dortige Sprache, besuchten die Schule und übernahmen das politische und Wirtschaftsleben. Währenddessen sind sie auch gleichzeitig resistent gegen die Assimilation an sich, indem sie ihre eigenen Schulen, Kirche, Vereinigungen, Sprache, und Netzwerke der endogamen Heirat und Freundschaft beibehalten. Die Soziologin Anny Bakalian beobachtet, dass sich über Generationen hinweg die US-Armenier von einem zentralen Selbstbild „Armenier sein“ hin zu einem oberflächlichen „sich als Armenier wahrnehmen“ bewegen. Dabei drücken sie nostalgischen Stolz auf ihre Herkunft aus, während sie sich gleichzeitig wie vollwertige Amerikaner verhalten.
Heute wird die US-armenische Gemeinde durch ein Netzwerk von armenischen Gruppen zusammengehalten, darunter in etwa 170 Kirchenkongregationen, 33 Tagesschulen, 20 nationale Zeitungen, 36 Radio- oder Fernsehprogrammen, 58 studentischen Lehrprogrammen und 26 Berufsvereinigungen. Die Anthropologin Margaret Mead schätzt, dass über die Jahrhunderte Diaspora-Armenier (wie auch Juden) eine eng verbundene Familienstruktur entwickelt haben, welche als Bollwerk gegen die Assimilation und das Aussterben der armenischen Kultur wirken soll.

## Bekannte armenische Amerikaner (alphabetisch)
- Andre Agassi
- George Avakian
- Ross Bagdasarian
- James Philipp Bagian
- Raymond Damadian
- George Deukmejian
- Larry Gagosian
- Arshile Gorky
- Raffi Hovannisian
- Richard Hovannisian
- Alan Hovhaness
- Paul Robert Ignatius
- Khloé Kardashian
- Kim Kardashian
- Robert Kardashian
- Kim Kashkashian
- Kirk Kerkorian
- Jack Kevorkian
- Daron Malakian
- Rouben Mamoulian
- Monte Melkonian
- Shavo Odadjian
- Cher (geboren als Cherilyn Sarkisian)
- William Saroyan
- Luther Simjian
- Serj Tankian
- Jerry Tarkanian
- Avie Tevanian